# Achemenide (Eneide)
Achemenide (in greco antico: Ἀχαιμενίδης?, Akhaimenides), nella mitologia greca, era uno dei compagni di Odisseo durante il suo viaggio di ritorno da Troia.

## Il mito
Il personaggio di Achemenide, non presente nelle opere di Omero, è citato da Virgilio nel Libro III dell'Eneide e nel libro XIV delle Metamorfosi di Ovidio. Figlio di un certo Adamasto di Itaca e reduce dalla guerra di Troia, egli per disguido fu abbandonato nella terra dei Ciclopi perché non fece in tempo a reimbarcarsi dopo essere fuggito dalla grotta di Polifemo. Qui visse a lungo in preda al terrore, nascondendosi e perdendo ogni speranza di venire salvato, finché Enea, tempo dopo, lo trovò e lo portò via con sé, senza fargli del male, nel Lazio con la sua compagnia di rifugiati troiani.
Il suo nome deriva dal nome di origine persiana Achaemenes e significa "colui che attende con sofferenza". Sebbene non sia menzionato nei poemi epici di Omero, Achemenide è un personaggio significativo. Il suo abbandono e il conseguente salvataggio per mano della flotta di Enea lo rende, insieme a Macareo, uno degli unici due membri noti dell'equipaggio di Odisseo (o Ulisse) a sopravvivere durante il viaggio di ritorno a Itaca, in quanto tutte le navi, a parte quella ammiraglia, furono distrutte dai giganti Lestrigoni, e tutti i membri dell'ultima nave, a parte ovviamente Ulisse, perirono annegati come punizione per aver divorato il bestiame sacro di Elio. L'episodio fornisce a Virgilio l'opportunità di mostrare la magnanimità di Enea nel salvare un membro dell'equipaggio di Odisseo senza provare risentimento, nonostante Ulisse avesse giocato un ruolo decisivo nella distruzione di Troia.